# Jasný obr
Jasní obři jsou hvězdy třídy svítivosti II Yerkesovy spektrální klasifikace. Jsou to hvězdy přechodného typu mezi obry a nadobry.Mezi nejznámější jasné obry patří:
- Adhara (ε Canis Majoris): modrobílý jasný obr typu B
- Pherkad (γ Ursa Minoris): bílý jasný obr typu A
- Sargas (θ Scorpii): žlutobílý jasný obr typu F
- Dabih (β ¹ Capricornis): žlutý jasný obr typu G
- Alphard (α Hydrae): oranžový jasný obr typu K
- Rasalgethi (α ¹ Herculis): červený jasný obr typu M